# Raventale
A Raventale ukrán atmoszferikus black metal/doom metal zenekar, amely Astaroth zenész egyszemélyes projektjének zámít. 2005-ben alakult meg Kijevben. A szövegek témái: erdők, eső, sötétség. A Raventale nyolc nagylemezt és egy válogatáslemezt jelentetett meg.

## Tagok
- Astaroth (2005 óta napjainkig)

## Diszkográfia
- На хрустальных качелях (átírás: Na Krustalnih kacseljah) (stúdióalbum, 2006)
- Давно ушедших дней (átírás: Davno ushesih dnyej) (stúdióalbum, 2008)
- Mortal Aspirations (stúdióalbum, 2009)
- After (stúdióalbum, 2010)
- Bringer of Heartsore (stúdióalbum, 2011)
- Transcendence (stúdióalbum, 2012)
- Mémoires (válogatáslemez, 2013)
- Dark Substance of Dharma (stúdióalbum, 2015)
- Planetarium (stúdióalbum, 2017)